# Valbřišské vojvodství
Valbřišské vojvodství (polsky województwo wałbrzyskie) bylo během uspořádání země z let 1975–1998 vyšším územně samosprávným celkem Polska. Vojvodství hraničilo na západě s vojvodstvím Jelenohorským, na severozápadě s Lehnickým, na severovýchodě s Vratislavským a na východě s Opolským. Ze západu, jihu a jihovýchodu hraničilo s Československem a později s Českou republikou. Na konci roku 1998 zaniklo na základě reformy administrativního uspořádání země a jeho území bylo začleněno do Dolnoslezského vojvodství.